# Konfettiwerfer

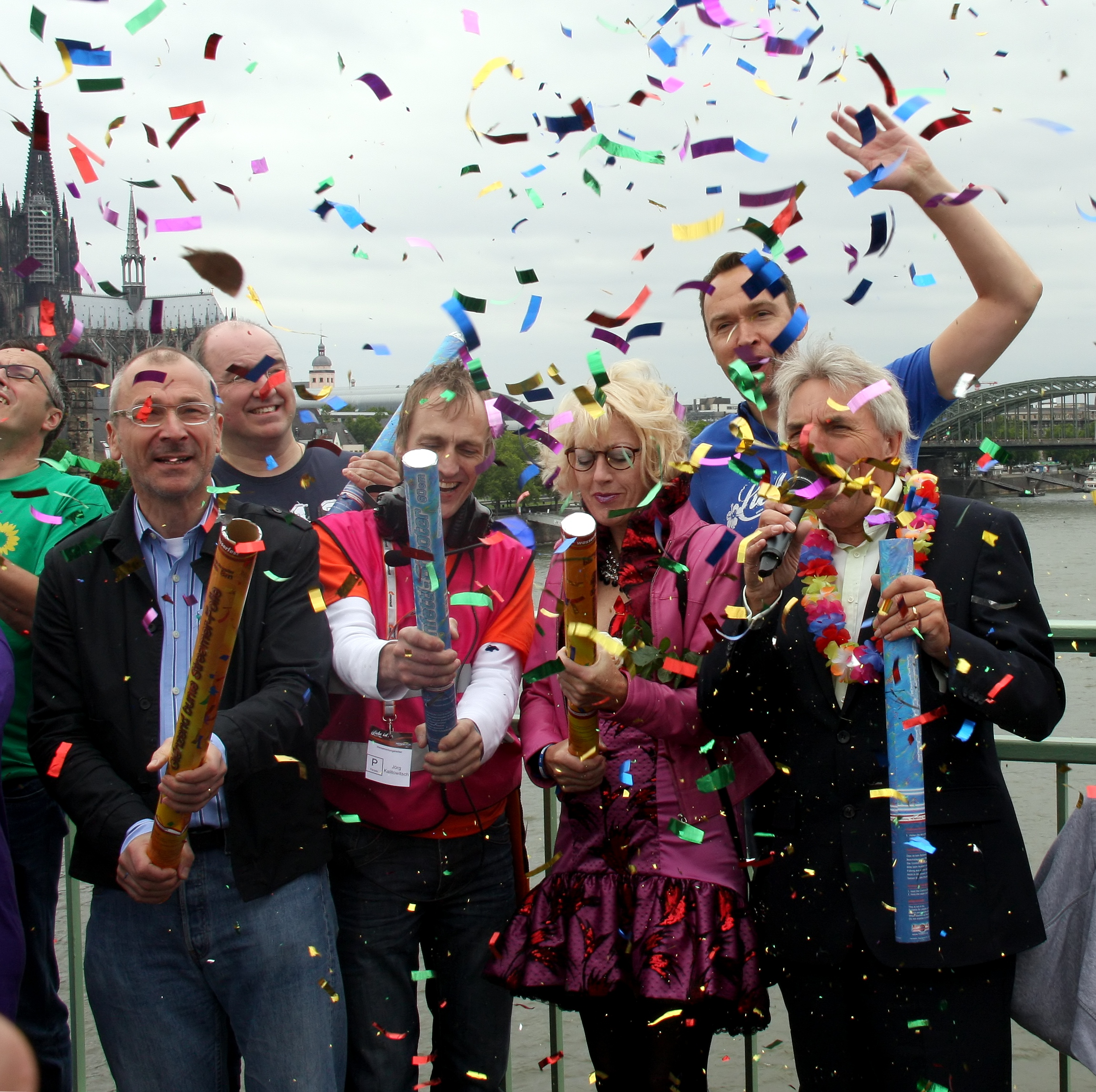
Volker Beck (links, MdB, Die Grüne) und der Kölner Oberbürgermeister Jürgen Roters (rechts) eröffnen die CSD-Straßenparade (Cologne Pride) mit Konfettiwerfern.

Ein Konfettiwerfer (oder Konfettikanone) ist ein Gerät zum Werfen von Konfetti. Es kann als Kleinvariante im privaten Bereich, z. B. auf Partys, zum Einsatz kommen, wird aber auch im großen Maßstab bei Veranstaltungen jeder Größe, etwa bei Karnevalssitzungen, auf Galas oder in Stadien, als überraschender Spezialeffekt eingesetzt, um Konfettiregen zu erzeugen oder ein Feuerwerk zu simulieren. Bei der Verwendung kommt es häufig auf das richtige Timing an.

## Verwendetes Konfetti
Als Schussmaterial kommen Konfetti und Streamer zum Einsatz. Unter Konfetti wird dabei eine große Menge kleiner Papierstücke verstanden, die unter (hohem) Druck in der Luft verteilt wird. Hinsichtlich Farben, Formen und Größen gibt es keinerlei Einschränkungen. Handelt es sich bei dem verwendeten Konfetti um längere Streifen, spricht man auch von Streamern.
Das in Konfettiwerfern verwendete Konfetti besteht herkömmlicherweise aus Tissue-Papier, das durch sein leichtes Gewicht weite Strecken fliegt und länger in der Luft verbleibt. Es kommen aber auch metallisierte Kunststoffstreifen zum Einsatz, weil diese nicht durch Feuchtigkeit zusammenkleben. Materialien wie Mylarfolie werden häufig wegen der Glanzeffekte in den unterschiedlichsten Farben gewählt, erreichen aber nicht die gleichen Flugweiten wie Papier. Zudem lassen sich solche Konfettivarianten später bei der Reinigung schlechter entfernen. Eine weitere Problematik besteht in der mangelnden Farbfestigkeit vieler Konfettistreifen, die daher nicht über Essbereichen oder bei feuchter Witterung in Außenbereichen abgelassen werden sollten. Neuerdings existieren allerdings auch biologisch abbaubare Konfettimaterialien, die sich im Regen selbst auflösen und deshalb optimal für den Außeneinsatz geeignet sind.

## Aufbau
Der Konfettiwerfer besteht in einer der möglichen Varianten aus einem zylindrischen Rohr, das einen mit Konfetti gefüllten Raum und eine gespannte Feder beinhaltet. Durch Drehen des Rohrs wird die Feder entspannt, wodurch das Konfetti aus dem Rohr herauskatapultiert wird. Die Auswurfhöhe beträgt je nach Stärke der Feder bis zu einigen Metern.
Im professionellen Bereich werden meist Konfettiwerfer eingesetzt, die als Druckgas Kohlenstoffdioxid, Luft oder eine Stickstoffpatrone verwenden. Es werden verschiedenste Größen gebaut, einerseits hinsichtlich des Rohrdurchmessers der Konfettikanone (2,5–10 cm), andererseits in Bezug auf die Länge des Zylinders, die bis zu einen Meter betragen kann. Auch größere Formate sind möglich. Je nach Leistungsfähigkeit des Konfettiwerfers können Flugweiten bis an die 100 Meter erreicht werden.
Konfettiwerfer existieren sowohl in Einwegversionen als auch in nachfüllbaren Varianten. Im letzteren Fall können die Konfetti- bzw. Druckgaspatronen manuell nachgeladen werden, es gibt aber auch Geräte, dann häufig Konfettiblaster genannt, die einen Dauerbetrieb über mehrere Minuten hinweg ermöglichen. Konfettiwerfer können manuell ausgelöst oder über Protokolle wie DMX oder auch kabellos ferngesteuert werden.
Des Weiteren existieren Varianten, die pyrotechnische Ladungen verwenden. Letztere sind meist nur für den Gebrauch im Freien vorgesehen. In jedem Fall sollte bei der Platzierung von Konfettikanonen darauf geachtet werden, dass die Gerätschaft nicht direkt auf Menschen zielt.

## Trivia
Nachdem in der Plenarsitzung vom 30. Juni 2017 das Ergebnis der Abstimmung über einen Entwurf zum Gesetz zur Einführung des Rechts auf Eheschließung für Personen gleichen Geschlechts verkündet worden war, reagierten Abgeordnete von Bündnis 90/Die Grünen mit stehendem Beifall und dem Betätigen von Konfettiwerfern. Bundestagspräsident Norbert Lammert missbilligte dieses Verhalten mit Verweis auf das geltende Reglement des Bundestags und äußerte angesichts dieser „völlig unangemessenen Reaktion“, dass er es „besonders bedauerlich fände, wenn diejenigen, die sich mit ihrem Anliegen heute durchgesetzt haben, dadurch in den Verdacht der Albernheit gerieten.“